# 周村东门里礼拜堂
周村东门里礼拜堂是中國山东省著名的基督教堂，位于山东省淄博市周村区大街街道长安社区丝市街663号。
1859年，英国浸礼会传教士来到烟台，开始在山东传教。1875年，该会著名传教士李提摩太撤出烟台，开始以青州为传教中心，发展了益都、邹平、周村、北镇四个教区和济南特区（以南关教会广智院为传教中心）。
1886年，英国浸礼会尉兰光（又名怀恩光）从邹平到周村传教。1904年，胶济铁路建成，周村地处要冲，于是在1911年，传教士商德成主持建造了周村东门里大礼拜堂，到1913年4月建成。此堂可容千人左右，包括附属房屋面积1437.25平方米。英国浸礼会在周村还开办了复育医院、遵道女中和光被中学，成立了青年会（会所楼房后改为丝市街新华书店）。
1929年，在山东传教的英国浸礼会和美北长老会参加中华基督教会，合并成为中华基督教会山东大会。英国浸礼会原来的四个区会改称山东中区联会，总部设在周村。同时，英国浸礼会面对北伐战争后的新形势，停办了普通学校，改办神学。
太平洋战争爆发后，英国传教士被日军关进集中营，差会的供给停止，教会工作改由华人主持。
文革时期，教堂被国营饭店占用。1983年12月25日圣诞节，周村东门里大礼拜堂经修复后恢复开堂，作为淄博市基督教的中心教堂。已列为淄博市文物保护单位。
英国浸礼会在周村还建有一座西礼拜堂，文革时期被淄博六中拆除。